# Andrea Salerno
Andrea Salerno (Roma, 3 dicembre 1965) è un giornalista, autore televisivo e dirigente d'azienda italiano e, dal 1º giugno 2017, direttore di LA7 e LA7d.

## Biografia
Dal 1992 è giornalista professionista, iscritto all'Ordine dei Giornalisti del Lazio. Dal 1996 al 1998 è stato assistente del Presidente della Rai, Enzo Siciliano, mentre dal 1998 al 2007, assistente del direttore di Rai 3. Sempre a Rai 3 è stato responsabile e ideatore del Nucleo produttivo satira, ha firmato e ideato numerosi programmi tra i quali il format di Per un pugno di libri (di cui è stato autore dal 1997 fino al 2007), La Mostra della Laguna (1998-1999), L'ottavo nano (Rai 2 2001), Il caso Scafroglia (2002, con Corrado Guzzanti), Non c'è problema (2003, con Antonio Albanese), La Superstoria (molteplici edizioni dal 2003 al 2015), Raiot - Armi di distrazione di massa (2003, con Sabina Guzzanti) e Parla con me (dal 2004 al 2011).
Per LA7 ha curato nel 2012 The Show Must Go Off, firmandolo anche come autore. Dal 2013 firma con Diego Bianchi, Antonio Sofi e Marco Dambrosio Gazebo, in onda su Rai 3. Nel 2014 e nel 2016 è produttore delegato con Laura Paolucci della serie Sky Gomorra e Gomorra 2 prodotta da Cattleya e Fandango. Nel 2015 è produttore delegato con Laura Paolucci della mini serie L'Oriana, biografia di Oriana Fallaci, prodotta da Fandango Tv per Raifiction.
Per Fandango ha curato, in qualità di produttore delegato, il film Qualunquemente (2011) con Antonio Albanese. È stato autore, con Stefano Bises e Laura Paolucci, del soggetto e della sceneggiatura del film di Lucio Pellegrini La vita facile (2011). Nel 2012 ha curato come produttore delegato, il film Tutto tutto niente niente di e con Antonio Albanese, collaborando alla sceneggiatura. Nel 2014 firma sempre come produttore delegato il film di Diego Bianchi Arance e martello, prodotto da Fandango, evento speciale della Settimana della Critica al Festival di Venezia.
Nel 2005 ha dato volto al Balilla Bruno Caorso nel film Fascisti su Marte di Corrado Guzzanti, e ha interpretato Steno nel film documentario di Ettore Scola su Fellini Che strano chiamarsi Federico, presentato fuori concorso al Festival di Venezia 2013. Ha lavorato e collaborato inoltre con diverse testate (il manifesto, Reset di cui è stato caporedattore, l'Espresso), condotto programmi radiofonici per Radio 2 e Radio 3, pubblicato numerosi libri.
Il 1º giugno 2017 ha assunto la carica di direttore di LA7 e LA7d.
Nel 2018 ha firmato soggetto e sceneggiatura del film Contromano, diretto e interpretato da Antonio Albanese.

## Opere
- Giornali in trappola (Reset, 1995)
- Violenza in TV. Il rapporto di Los Angeles (Reset, 1996)
- Che leggere? Lo scaffale del buon democratico (interviste ad alcuni esponenti del pensiero democratico, con Severino Cesari e Alberto Papuzzi, Theoria, 1999)
- L'ultima partita. Vittoria e sconfitta di Agostino Di Bartolomei (con Giovanni Bianconi, Limina, 2000 / Fandango Libri, 2010)
- Era polare. La pazza storia dell'Italia di Berlusconi (Rizzoli, 2006), con DVD
- Via Pasolini (Rai Eri, 2005) con DVD
- Antonio Albanese. Personaggi (Einaudi, 2006), con DVD
- Radio Moro (Rizzoli, 2008), con DVD
- La super storia presenta: Ottanta. Dizionario di un decennio incompreso (Rizzoli, 2006), con DVD
- Superstorie del tempo presente (Fandango libri, 2013)